# 竜二 (歌手)
竜二（りゅうじ、1981年11月1日 - ）は、静岡県出身の歌手である。2003年にコロムビアミュージックエンタテインメントTOY BOXよりデビュー。発表したのはシングル1枚のみである。

## ディスコグラフィー

### シングル
1. chain（2003年6月18日）TBS系「COUNT DOWN TV」2003年6月度エンディングテーマ
  1. chain（作詞：竜二／作曲：山本重夫／編曲：佐藤拓海）
  2. 壊したい
  3. RISKY GAME
  4. chain(Instrumental)
  5. 壊したい(Instrumental)
  6. RISKY GAME(Instrumental)

## 出演
- 2000年5月1日：フジテレビ系『らぶ・ちゃっと「お帰りダーリン」』
- 2003年6月12日・6月19日・6月26日・7月3日：テレビ東京系『音楽職業案内所どれカム』